# Chileolobius
Chileolobius es un género de coleóptero de la familia Eupsilobiidae.

## Especies
Las especies de este género son:
- Chileolobius cekalovici Pakaluk & Slipinski, 1990
- Chileolobius chilensis Pakaluk & Slipinski, 1990
- Chileolobius convexus Pakaluk & Slipinski, 1990
- Chileolobius notatus Pakaluk & Slipinski, 1990
- Chileolobius sinimbu Pakaluk & Slipinski, 1990